# Покровская церковь (Новиковка)
Церковь Покрова Пресвятой Богородицы — бывшая приходская церковь в селе Новиковка Ульяновской области, Мелекесской епархии Симбирской митрополии Русской православной церкви.
С 2018 года — памятник градостроительства и архитектуры РФ.

## История
В 1770 году на средства прихожан была построена каменная двухпрестольная церковь с главным престолом во имя Покрова Пресвятой Богородицы, а в правом пристрое — во имя Святителя и Чудотворца Николая.
В 1888 году при храме была открыта церковно-приходская школа. Эту школу окончил знаменитый советский писатель Александр Сергеевич Неверов,
В 1930 году с церкви сняли колокола, закрыли и разграбили. Сейчас церковь пустует и медленно разрушается. Верующие устроили в алтаре церкви «святой угол», куда поставили иконы и свечи, и приходят сюда молиться.
По распоряжению Главы администрации Ульяновской области от 29.07.1999 года церковь стала объектом культурного наследия.
Распоряжением Правительства Ульяновской области «О включении выявленных объектов культурного наследия в единый государственный реестр объектов культурного наследия (памятников истории и культуры) народов Российской Федерации и утверждении границ территорий объектов культурного наследия» № 363-пр от 10.08.2018 года церковь признана памятником градостроительства и архитектуры регионального значения.

## Духовенство
Священником до 1905 года был Пётр Александрович Петров, затем перевели в Вознесенский храм села Головкино.
В советское время священнослужителями в церкви являлись: Григорий Софоклов, а после него — священник Алексей Иванович Державин, в сентябре 1932 года его репрессировала «тройка» ОГПУ.

## Описание
Каменный храм выстроен по типу «корабль»: на оси восток—запад последовательно располагаются — храм с полуциркульной в плане апсидой, трапезная и колокольня. Позже к храму и трапезной были пристроены обширные боковые приделы с полукруглыми алтарями.
Храм построен по типу «восьмерик на четверике». Над центральным кубическим объёмом храма возвышается восьмигранный барабан, перекрытый сомкнутым сводом. На свод поставлен небольшой, изысканный по декору восьмерик, увенчанный небольшой изящной главкой с подкрестным яблоком и кованым крестом. Северная и южная грани восьмерика прорезаны прямоугольными оконными проёмами, обрамлёнными простыми карнизами, с разорванными лучковыми фронтонами. На остальных гранях барабана устроены подобные по декору ложные окна. Колокольня устроена в три яруса и была завершена высоким шатром (утрачен), увенчанным главкой и крестом на подкрестном яблоке. Нижний кубический ярус колокольни с запада прорезан высоким арочным входом. Два верхних восьмигранных яруса — звоны, прорезаны по сторонам света арочными проёмами с архивольтами. Грани восьмерика выделены плоскими лопатками и завешены карнизами с белокаменными элементами. Грани четверика украшены поясами поребрика. Грани восьмерика храма выделены плоскими лопатками и завершены карнизом с городковым фризом. Верхний восьмигранный ярус колокольни, оформленный парными полуколонками и архивольтами с килевидными завершениями, представляет собой стилизованную круговую аркаду. Боковые приделы прорезаны арочными оконными и дверными проёмами с архивольтами (часть с килевидным завершением). Фасады приделов декорированы широкими лопатками, расчлененными прямоугольными ширинками, и завершены изящным карнизом с городковым пояском. Внутри церковь представляет собой разветвлённую систему помещений, сообщающихся через арочные проёмы. Своды трапезной и приделов поддерживаются рядами крещатых и квадратных в плане столпов. Низкое пространство трапезной и приделов, напоминающее катакомбы, контрастирует с просторным высоким интерьером храма, перекрытого восьмилепестковым сводом. Несмотря на полуразрушенное состояние здания, церковь не заброшена. Внутри чисто, в алтарных частях церкви верующие поставили иконы и распятия, зажигают свечи и собираются для молитвы. На стенах храма обнаружены росписи: «Снятие с креста», «Положение во гроб» и «Поклонение пастухов». Церковь была расписана в реалистичной манере профессиональным художником.

## Галерея

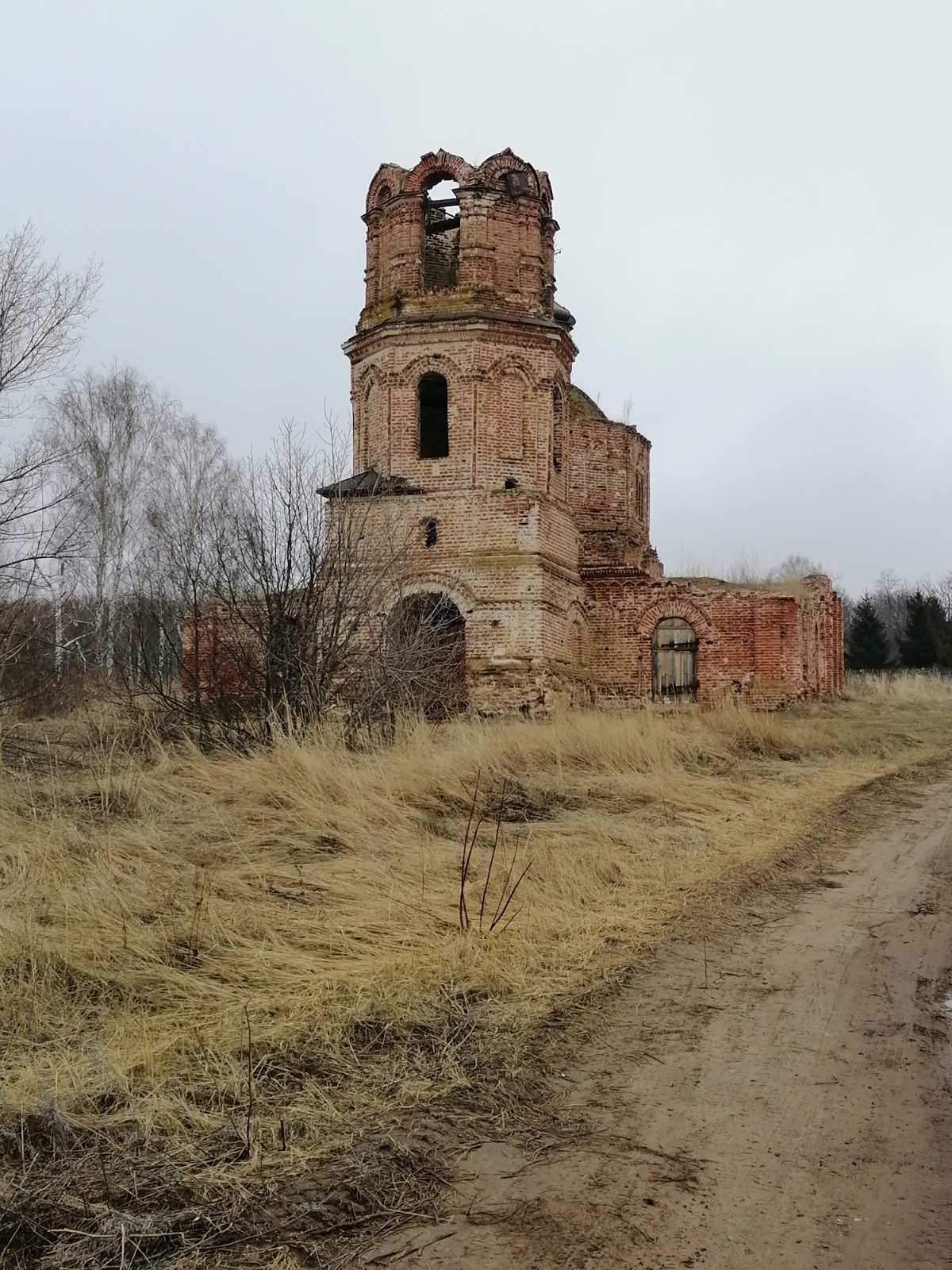
Покровская церковь.
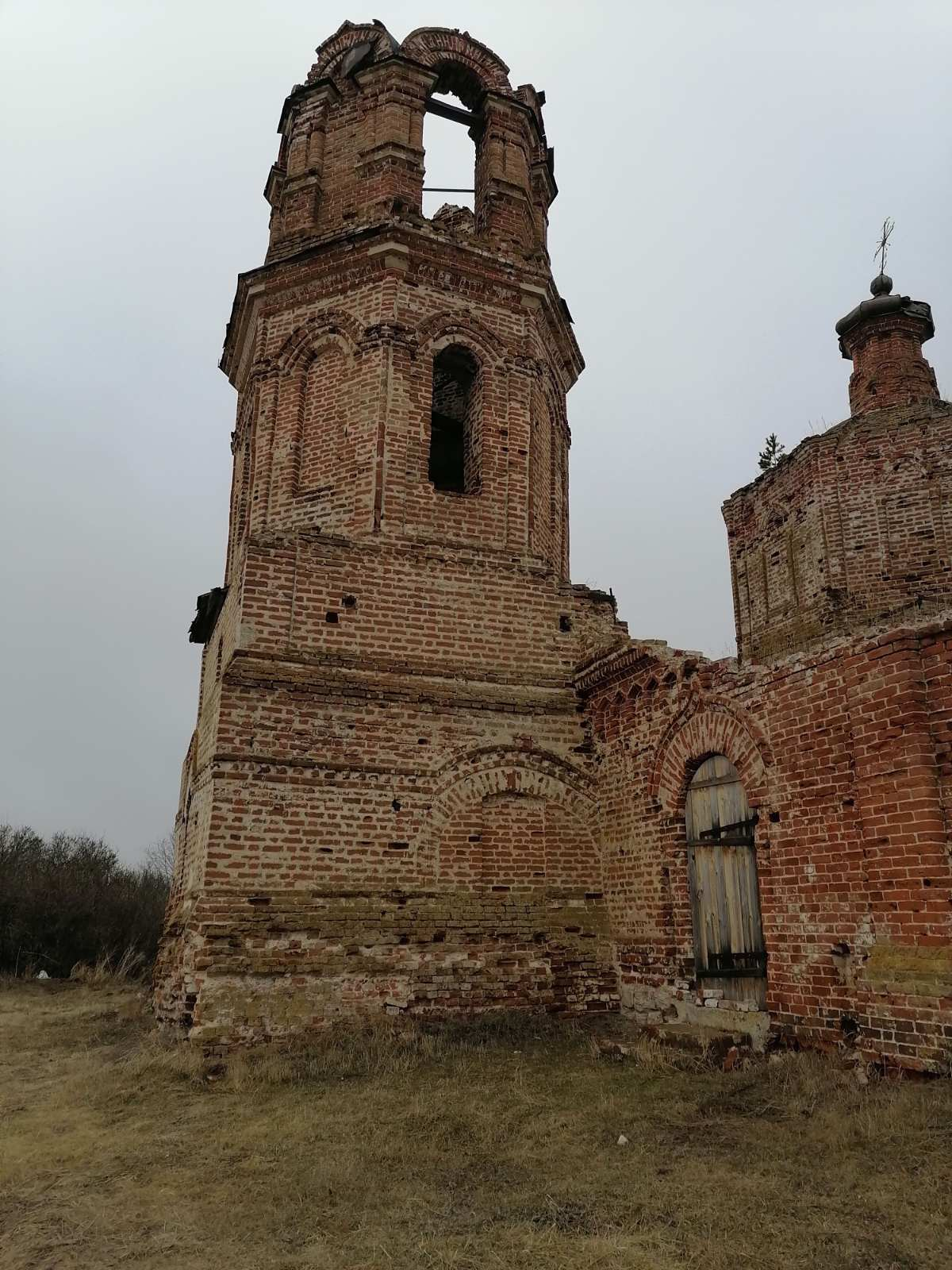
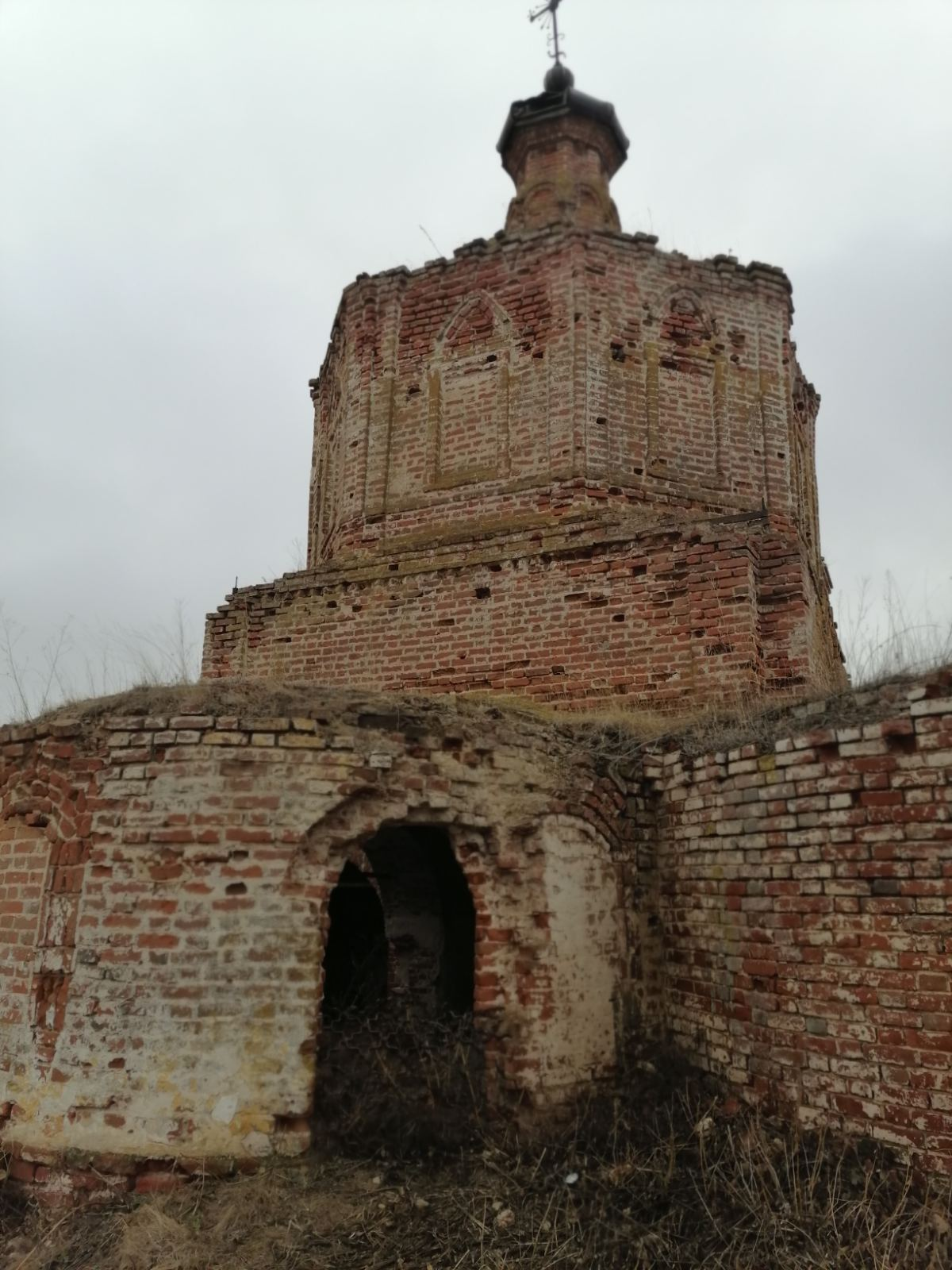
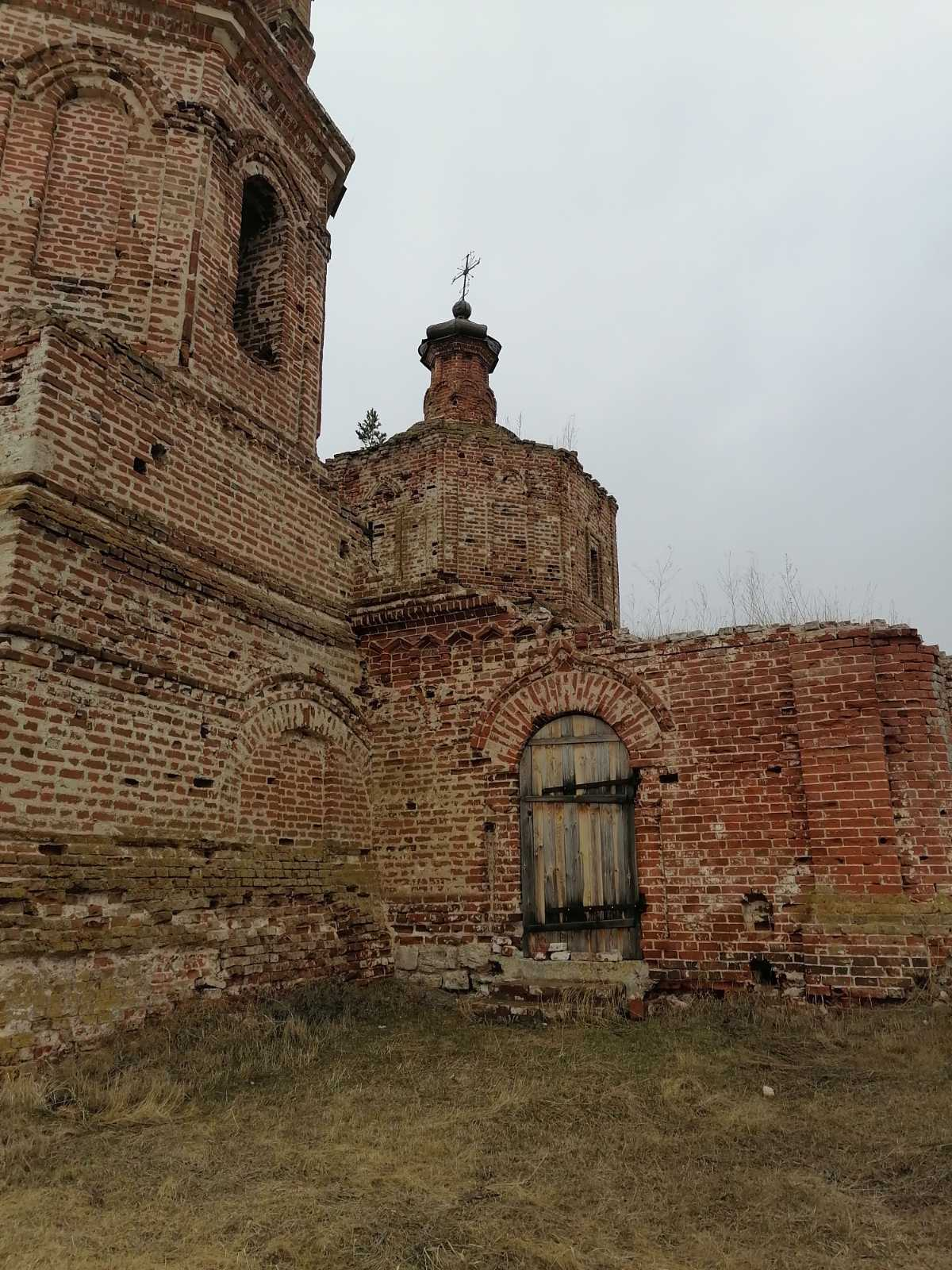
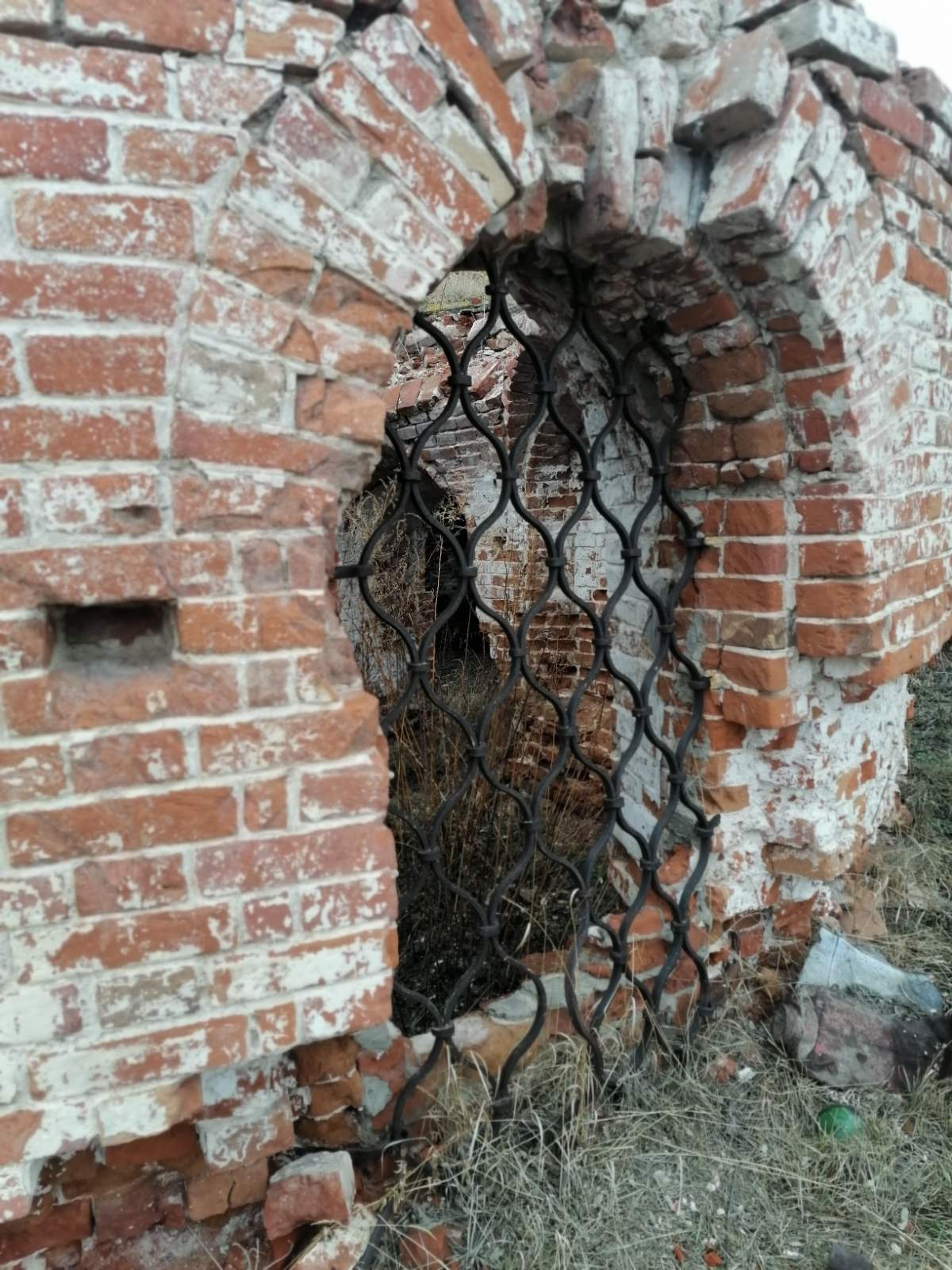
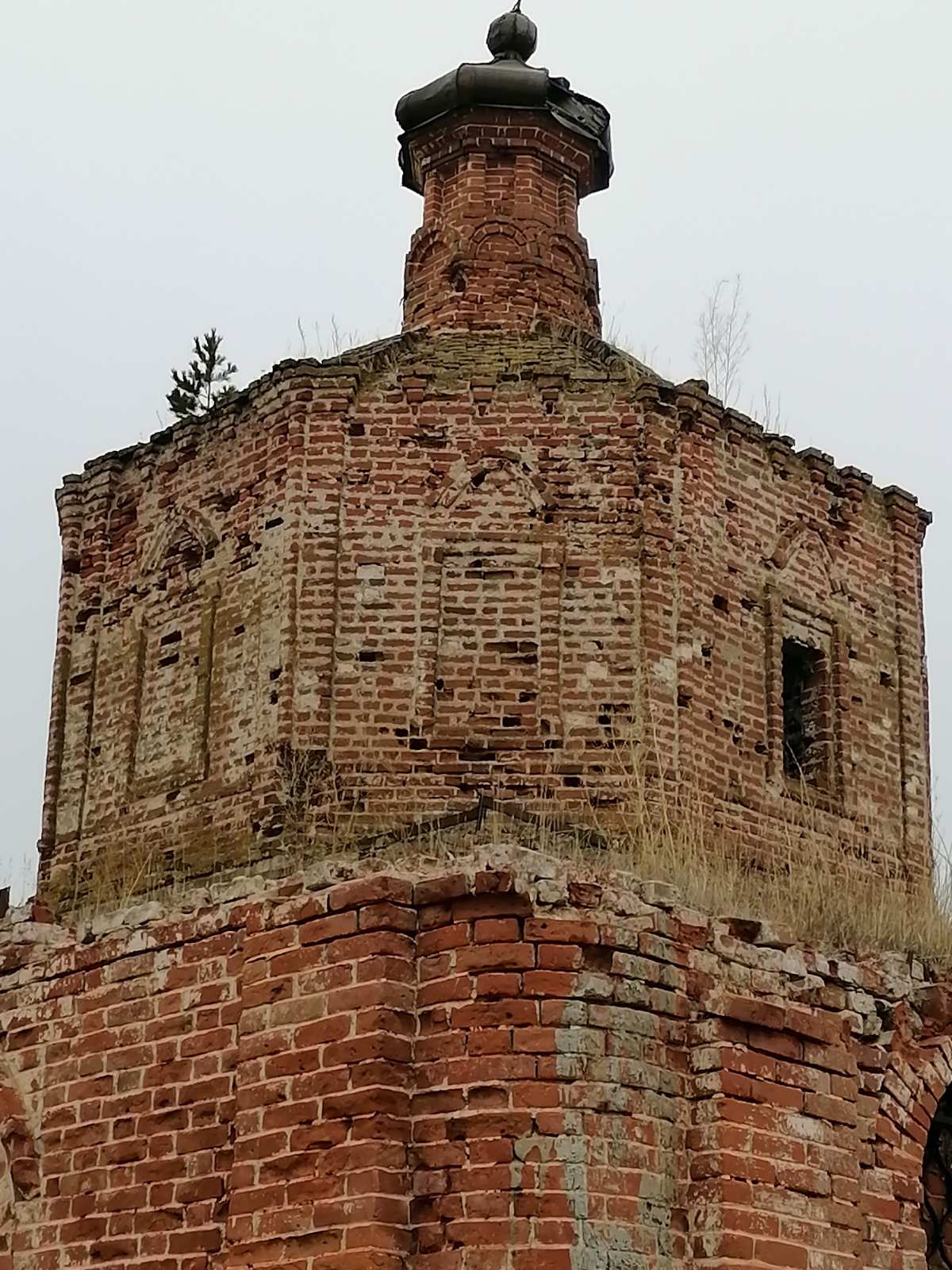